# Wölflinswil
Wölflinswil (schweizerdeutsch: ˌvœlflisˈʋiːl) ist eine Einwohnergemeinde im Schweizer Kanton Aargau. Sie gehört zum Bezirk Laufenburg, liegt im Süden der Region Fricktal und grenzt an den Kanton Solothurn.

## Geographie
Das Gemeindegebiet liegt in der Übergangszone zwischen dem Tafeljura im Norden und dem Faltenjura im Süden. Das Dorf selbst befindet sich im engen Tal nördlich des Benkerjochs, welches auf beiden Seiten von Hügeln begrenzt ist. Diese ragen im unteren Bereich steil auf und gehen im oberen Bereich in ausgedehnte Hochebenen über. Dabei handelt es sich um den Altenberg (579 m ü. M.) im Westen und den Fürberg (536 m ü. M.) im Osten, die beide landwirtschaftlich genutzt werden. Im Dorfzentrum zweigen zwei Seitentäler ab; das eine führt in Richtung Südwesten hinauf zur Burg (790 m ü. M.), das zweite südostwärts zur rund 580 Meter hoch gelegenen Strihenmatt. Dort beginnt der steile Anstieg hinauf zum Strihe (867 m ü. M.), dem höchsten ganz im Kanton Aargau gelegenen Berg und zweithöchsten Punkt des Kantons.
Die Fläche des Gemeindegebiets beträgt 951 Hektaren, davon sind 293 Hektaren bewaldet und 67 Hektaren überbaut. Der höchste Punkt liegt auf 865 m ü. M. auf dem Grat des Strihe, der tiefste auf 400 m ü. M. an der nördlichen Gemeindegrenze. Das Gemeindegebiet von Wölflinswil ist Teil des Juraparks Aargau, einem «Regionalen Naturpark von nationaler Bedeutung». Nachbargemeinden sind Gipf-Oberfrick im Norden, Herznach-Ueken im Nordosten, Densbüren im Osten, Oberhof im Süden, Kienberg im Westen und Wittnau im Nordwesten.

## Geschichte
Die erste urkundliche Erwähnung der Kirche von Wulfliswile erfolgte 1180 in einem Urbar der Grafen von Homberg-Tierstein. Der Ortsname stammt vom mittelhochdeutschen Wulfineswilere und bedeutet «Hofsiedlung des Wulfin». Zu Beginn des 13. Jahrhunderts ging das Dorf in den Besitz der Habsburger über, die nach dem Waldshuterkrieg von 1468 das gesamte Fricktal an Burgund verpfändeten. Als die Burgunder von den Eidgenossen während der Burgunderkriege vernichtend geschlagen worden waren, kam Wölflinswil 1477 wieder unter österreichische Herrschaft.
Nach der Reichsreform des österreichischen Kaisers Maximilian I. im Jahr 1491 gehörte Wölflinswil zu Vorderösterreich und lag in der Landschaft Fricktal, einer untergeordneten Verwaltungseinheit der Kameralherrschaft Rheinfelden (ab 1752 im Oberamt Breisgau). Im Jahr 1513 bekennen Statthalter und Räte des obern Elsass in einer Urkunde, dass Ritter Ulrich von Habsburg das «Dorf Wolffswiller im Fricktal gelegen», von Petterman von Ebtingen und Geschwistern zu Handen des Kaisers gekauft hat. Im 17. Jahrhundert gab es kaum längere Friedenszeiten. Der Rappenkrieg, ein Bauernaufstand, dauerte von 1612 bis 1614. Der Dreissigjährige Krieg, der zwischen 1633 und 1638 auch das Fricktal erfasste, traf Wölflinswil besonders hart. Das Dorf wurde von schwedischen Truppen verwüstet. Gebäude, welche diese Zerstörungen überstanden, werden heute noch «Schwedenhäuser» genannt. Auch während des Pfälzischen Erbfolgekriegs (1688–1697) zogen fremde Truppen durch die Region.

Historisches Luftbild von Werner Friedli von 1950

1797 wurde das Fricktal nach dem Frieden von Campo Formio ein französisches Protektorat. Während des Zweiten Koalitionskrieges verlief hier die Frontlinie zwischen den Armeen Frankreichs und Österreichs. Am 20. Februar 1802 erfolgte die Gründung des Kantons Fricktal, der sich im August der Helvetischen Republik anschloss. Das im Distrikt Frick gelegene Dorf war somit schweizerisch geworden. Seit dem 19. März 1803 gehört Wölflinswil zum Kanton Aargau. Im selben Jahr trennte sich Oberhof, welches seither eine eigenständige Gemeinde ist.
Während des gesamten Mittelalters spielte der Abbau von Eisenerz eine bedeutende Rolle, die Erzgruben von Wölflinswil galten als besonders ertragreich. Die Erzgewinnung wurde schliesslich 1743 eingestellt. Die Posamenterei, das Weben von Seidenbändern in Heimarbeit, bot während des 19. und zu Beginn des 20. Jahrhunderts einen bescheidenen Nebenverdienst zur Landwirtschaft. Dennoch zwangen die fehlenden wirtschaftlichen Möglichkeiten zahlreiche Bewohner zur Auswanderung. Die Bevölkerungszahl stagnierte während Jahrzehnten; erst seit dem Ausbau der Benkerjoch-Passstrasse im Jahr 1977 steigt sie wieder leicht an.

## Wappen
Die Blasonierung des Gemeindewappens lautet: «In Gelb stehender rücksehender roter Wolf.» Die Einführung des Wappens erfolgte 1939, der Wolf war jedoch in Braun gehalten, was den heraldischen Farbregeln widerspricht. 1953 wurde das Tier rot eingefärbt.

## Bevölkerung
Die Einwohnerzahlen entwickelten sich wie folgt:
| Jahr      | 1768 | 1800 | 1850 | 1900 | 1930 | 1950 | 1960 | 1970 | 1980 | 1990 | 2000 | 2010 | 2020 |
| Einwohner | 498  | 806  | 739  | 656  | 613  | 641  | 639  | 655  | 738  | 721  | 784  | 984  | 1033 |

Am 31. Dezember 2023 lebten 1041 Menschen in Wölflinswil, der Ausländeranteil betrug 9,5 %. Bei der Volkszählung 2015 bezeichneten sich 52,5 % als römisch-katholisch und 19,0 % als reformiert; 29,0 % waren konfessionslos oder gehörten anderen Glaubensrichtungen an. 96,2 % gaben bei der Volkszählung 2000 Deutsch als ihre Hauptsprache an und 1,8 % Albanisch.

## Politik und Recht
Die Versammlung der Stimmberechtigten, die Gemeindeversammlung, übt die Legislativgewalt aus. Ausführende Behörde ist der fünfköpfige Gemeinderat. Er wird im Majorzverfahren vom Volk gewählt, seine Amtsdauer beträgt vier Jahre. Der Gemeinderat führt und repräsentiert die Gemeinde. Dazu vollzieht er die Beschlüsse der Gemeindeversammlung und die Aufgaben, die ihm vom Kanton zugeteilt wurden. Für Rechtsstreitigkeiten ist in erster Instanz das Bezirksgericht Laufenburg zuständig. Wölflinswil gehört zum Friedensrichterkreis X (Mettau).

## Wirtschaft
In Wölflinswil gibt es gemäss der im Jahr 2015 erhobenen Statistik der Unternehmensstruktur (STATENT) rund 330 Arbeitsplätze, davon 34 % in der Landwirtschaft, 27 % in der Industrie und 39 % im Dienstleistungssektor. Eine wichtige Rolle spielen Betriebe der Holzverarbeitung, des Baugewerbes und des Transportgewerbes. Die meisten Erwerbstätigen sind Wegpendler und arbeiten in den grösseren Gemeinden des Fricktals sowie in den Regionen Aarau und Basel.

## Verkehr
Wölflinswil liegt an der nördlichen Zufahrt der Kantonsstrasse 487 über das Benkerjoch, der mittleren der drei Verbindungen zwischen Aarau und dem Fricktal. Acht Kilometer von Wölflinswil entfernt befindet sich bei Frick ein Autobahnanschluss der A3. 

### Öffentlicher Verkehr
Die Anbindung an das Netz des öffentlichen Verkehrs erfolgt durch eine Postautolinie, die vom Bahnhof Aarau über das Benkerjoch nach Frick führt. In Wölflinswil beginnt der Oberfricktaler Eisenweg. Ein Nachtbus verkehrt von Frick über Wölflinswil nach Oberhof.
- 136 Bahnhof Aarau – Benkerjoch – Oberhof AG – Wittnau AG – Gipf-Oberfrick – Frick, Bahnhof
- N96 Oberhof, Adlerplatz – Wölflinswil – Wittnau AG – Frick Bahnhof

## Bildung
Die Gemeinde verfügt über einen Kindergarten und ein Schulhaus, in dem die Primarschule unterrichtet wird. Die Realschule und die Sekundarschule können in Gipf-Oberfrick besucht werden, die Bezirksschule in Frick. Die nächstgelegenen Gymnasien sind die Alte Kantonsschule und die Neue Kantonsschule, beide in Aarau.

## Bilder

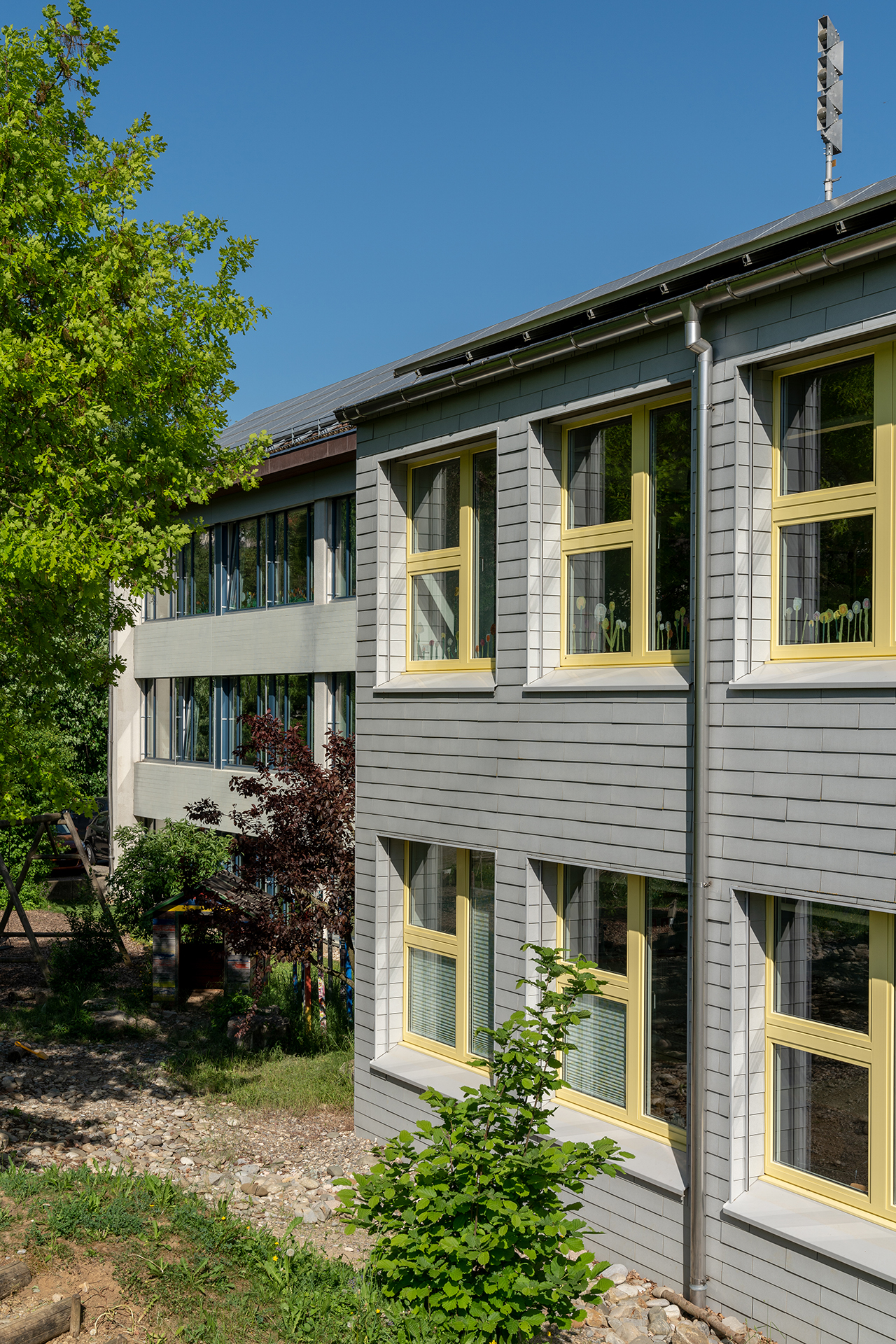
Schulhaus Huebmet
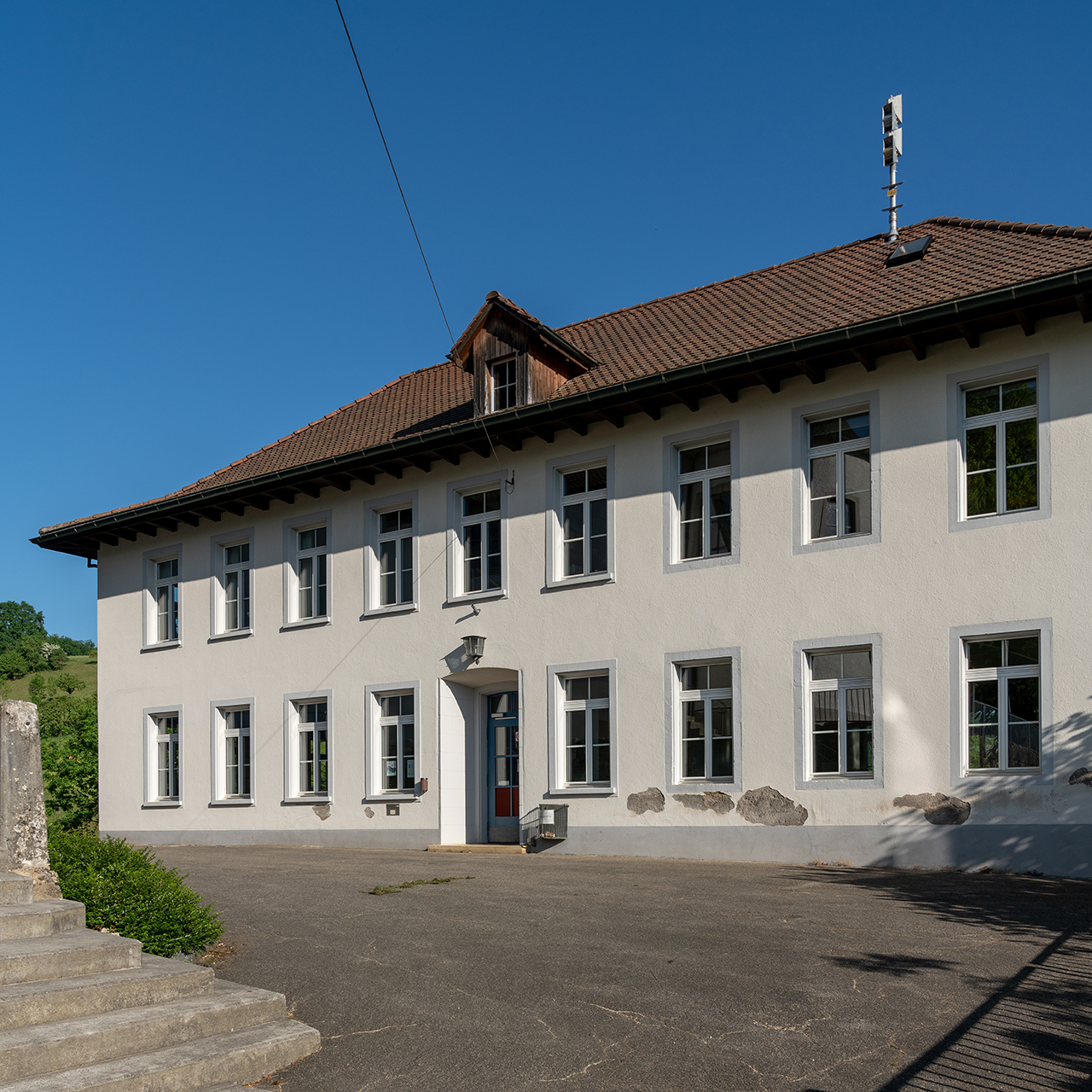
Altes Schulhaus, Stöckli
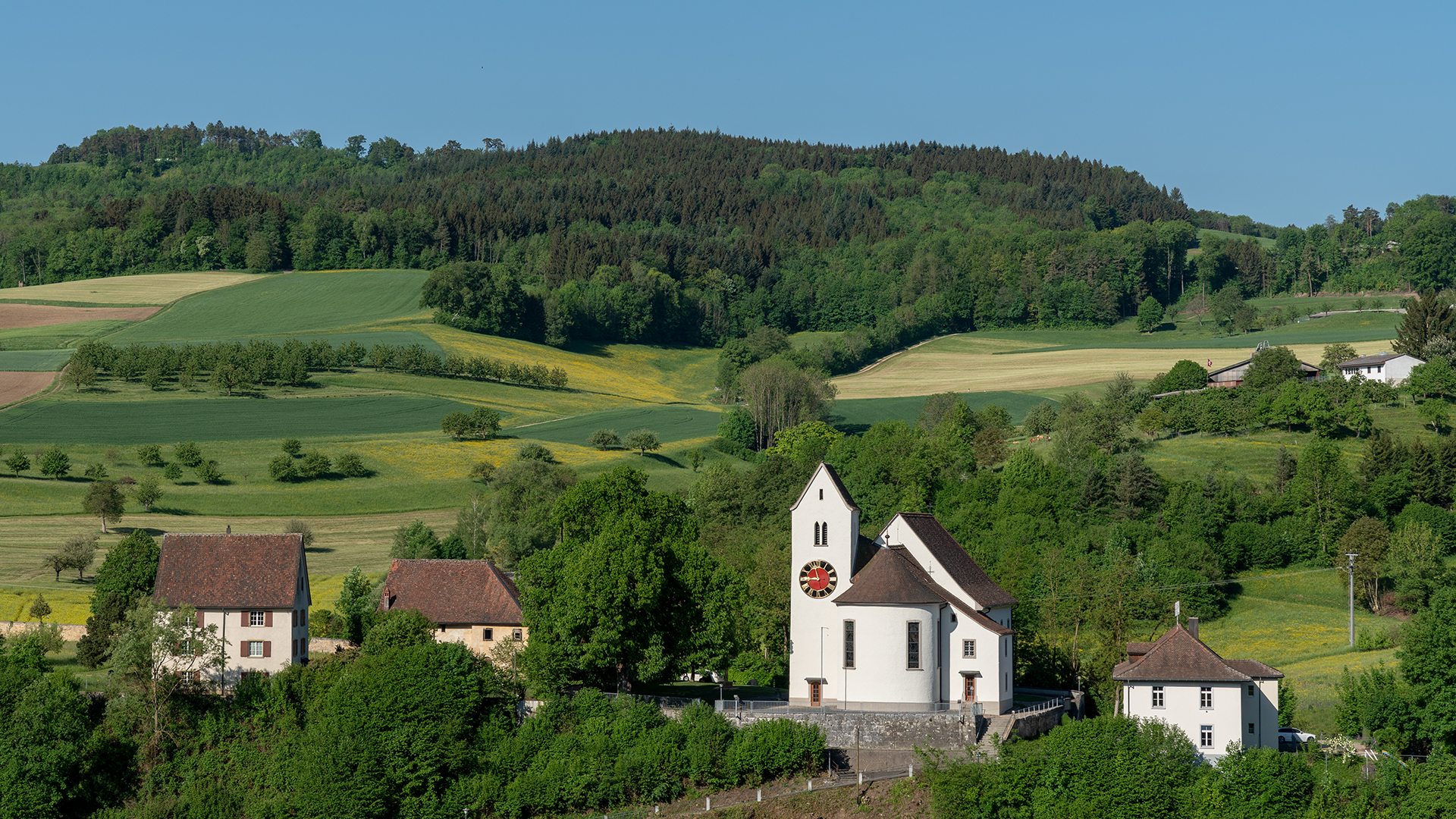
Pfarrhaus, Pfarrscheune, Pfarrkirche und Altes Schulhaus
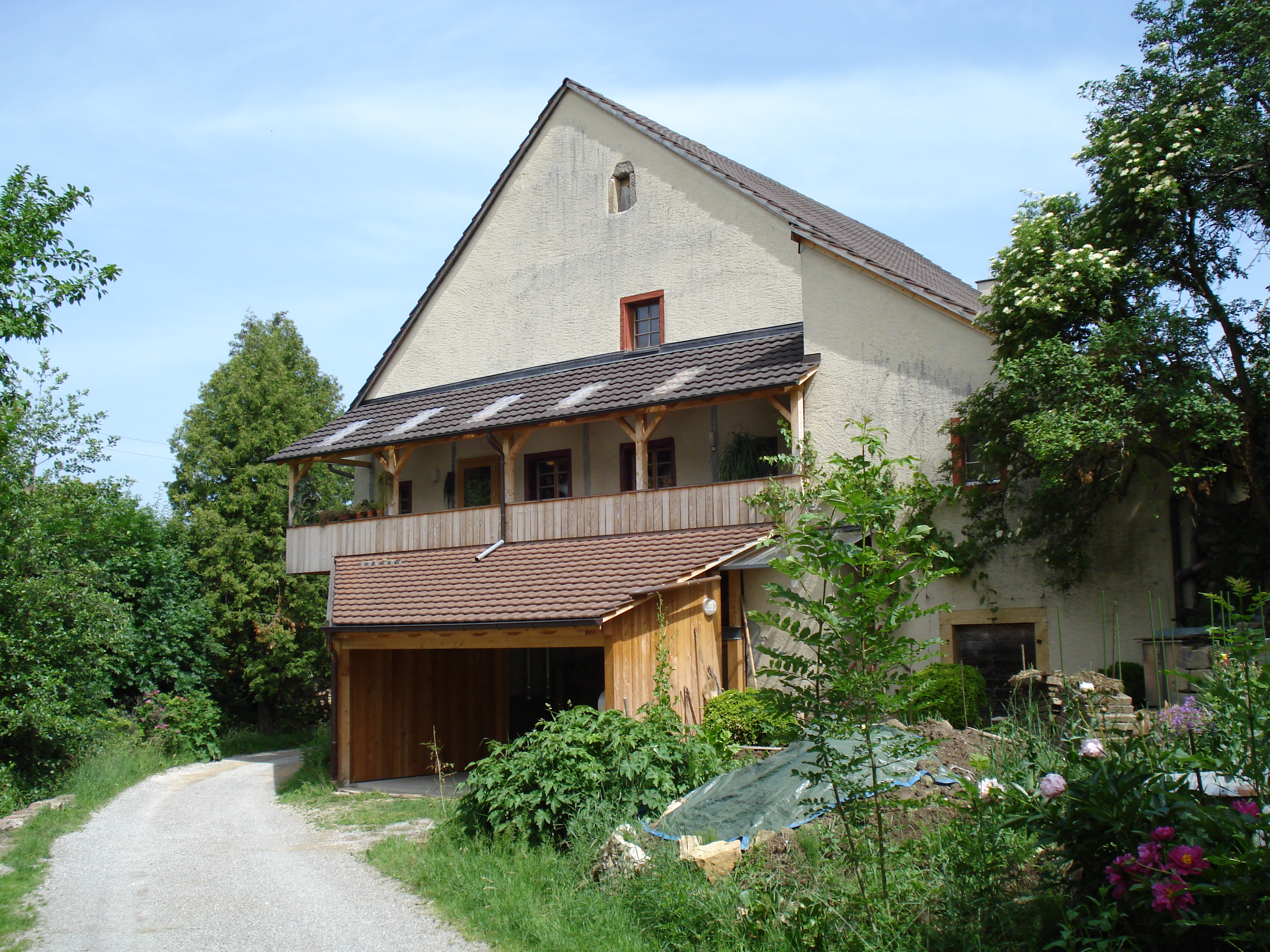
Ehemalige Mühle (1674)

## Persönlichkeiten
- Peter Bircher (* 1939), Politiker
- Robert Reimann (1911–1987), Politiker
- Agnes Barmettler, Künstlerin (* 1945)